# Reinar Lüdeke
Reinar Lüdeke (* 10. November 1941 in Hannover; † 30. Juni 2024) war ein deutscher Finanzwissenschaftler.

## Leben
Lüdeke legte in Leer sein Abitur ab und studierte dann in Münster und Freiburg im Breisgau (1965 Diplom-Examen in Volkswirtschaftslehre). Er wurde 1968 mit einer Arbeit aus dem Bereich der Theorie der Einkommensverteilung promoviert und habilitierte sich im Jahr 1977 in Freiburg, wo er einen Lehrauftrag an der Wirtschafts- und Verwaltungsakademie innehatte. Nach seiner Habilitation vertrat er für zwei Semester einen Lehrstuhl an der Universität Konstanz (Schwerpunkt: außermarktliche Ökonomie), lehrte 1979 als Professor an der Hochschule der Bundeswehr Hamburg und hatte für ein Semester an der Universität Kiel einen Lehrauftrag für Finanztheorie inne. Einen Ruf an die Universität Hamburg lehnte er ab. Lüdeke lehrte von 1980 bis zu seiner Pensionierung im Jahr 2007 an der Universität Passau als ordentlicher Professor für Volkswirtschaftslehre mit der Hauptrichtung Finanzwissenschaft. Von 1987 bis 1989 war er Dekan der Wirtschaftswissenschaftlichen Fakultät und Mitglied des Senats. 1989 lehnte er einen Ruf auf den finanzwissenschaftlichen Lehrstuhl an der Universität Erlangen ab.
Seine wissenschaftliche Schwerpunkte lagen hauptsächlich in den Fachbereichen Finanzwissenschaft, Verteilungsökonomie, Wohlfahrtsökonomie, Bildungsökonomie, Familienökonomie und Verfassungsökonomie.

## Schriften (Auswahl)
- Sachtransfers versus monetäre Transfers als Umverteilungsinstrumente. Begründungen für allokative Budgetinterventionen zur Verfolgung distributiver Ziele. Konstanz 1978, OCLC 174010671.
- mit Hans Heinrich Nachtkamp und Martin Pfaff: Finanzsysteme: Ideal- und Realtypen – Gesundheitswesen und Hochschulbildung. Berlin 1983, ISBN 3-428-05419-9.
- mit Klaus Beckmann: Social costs of higher education. Production and financing. The case of Germany (1994). Passau 1998, OCLC 246332796.
- mit Klaus Beckmann: Hochschulbildung, Humankapital und Beruf. Auswertung einer Längsschnittbefragung Passauer Absolventen 1988–1998. Passau 1999, OCLC 76093567.